# Тарасов, Борис Алексеевич
Бори́с Алексе́евич Тара́сов (10 августа 1952, Томск — 5 июля 2013, Москва) — российский адвокат и телеведущий программы «Суд идёт» (2005—2008).

## Биография
Борис Алексеевич Тарасов родился 10 августа 1952 года в Томске. В 1975 году окончил юридический факультет Томского государственного университета.
В 1975—1977 годах работал следователем районной прокуратуры города Томска, а с 1977 по 1983 год работал старшим следователем, следователем по особо важным делам прокуратуры Томской области.
С 1984 по 1993 год работал следователем по особо важным делам Генеральной прокуратуры СССР, а затем Генеральной прокуратуры Российской Федерации. Ему был присвоен классный чин старшего советника юстиции. Одним из дел, которым занимался Борис Тарасов, было дело ГКЧП.
С октября 1993 года перешёл на работу в Главное управление по борьбе с организованной преступностью МВД России на должность старшего оперуполномоченного по особо важным делам. В 1995 году в звании полковника вышел в отставку по выслуге лет.
С декабря 1995 года состоял в Межреспубликанской коллегии адвокатов, а в 2001 году стал членом Московской коллегии адвокатов «Адвокатская палата».
Со 2 августа 2005 по 5 декабря 2008 года был ведущим программы «Суд идёт» на телеканале «Россия».

## Смерть
14 июля 2013 года соседи адвоката Бориса Тарасова обратили внимание на трупный запах из его квартиры на проспекте Мира, д. 58 и вызвали полицию. Около 22 часов вечера квартира была вскрыта и в ней обнаружили тело Тарасова. По предварительным оценкам экспертов, смерть наступила около двух недель назад. Следов насилия не обнаружено.
По предварительным данным, Борис Тарасов скончался от онкологического заболевания. Последний раз разговаривал по телефону с коллегами из Московской коллегии адвокатов 5 июля 2013 года, после чего перестал отвечать на звонки.
Прощание с Борисом Тарасовым состоялось 24 июля 2013 года по адресу: г. Томск, ул. Нахимова д. 3/3., похоронили на кладбище Бактин.

## Награды
- 2 медали
- Нагрудный знак «За отличную службу в МВД»